# Officine di Costamasnaga
 (septembre 2024).
La mise en forme du texte ne suit pas les recommandations de Wikipédia : il faut le « wikifier ».
Les points d'amélioration suivants sont les cas les plus fréquents. Le détail des points à revoir est peut-être précisé sur la page de discussion.
- Les titres sont pré-formatés par le logiciel. Ils ne sont ni en capitales, ni en gras.
- Le texte ne doit pas être écrit en capitales (les noms de famille non plus), ni en gras, ni en italique, ni en « petit »…
- Le gras n'est utilisé que pour surligner le titre de l'article dans l'introduction, une seule fois.
- L'italique est rarement utilisé : mots en langue étrangère, titres d'œuvres, noms de bateaux, etc.
- Les citations ne sont pas en italique mais en corps de texte normal. Elles sont entourées par des guillemets français : « et ».
- Les listes à puces sont à éviter, des paragraphes rédigés étant largement préférés. Les tableaux sont à réserver à la présentation de données structurées (résultats, etc.).
- Les appels de note de bas de page (petits chiffres en exposant, introduits par l'outil «  Source ») sont à placer entre la fin de phrase et le point final[comme ça].
- Les liens internes (vers d'autres articles de Wikipédia) sont à choisir avec parcimonie. Créez des liens vers des articles approfondissant le sujet. Les termes génériques sans rapport avec le sujet sont à éviter, ainsi que les répétitions de liens vers un même terme.
- Les liens externes sont à placer uniquement dans une section « Liens externes », à la fin de l'article. Ces liens sont à choisir avec parcimonie suivant les règles définies. Si un lien sert de source à l'article, son insertion dans le texte est à faire par les notes de bas de page.
- La présentation des références doit suivre les conventions bibliographiques. Il est recommandé d'utiliser les modèles {{Ouvrage}}, {{Chapitre}}, {{Article}}, {{Lien web}} et/ou {{Bibliographie}}. Le mode d'édition visuel peut mettre en forme automatiquement les références.
- Insérer une infobox (cadre d'informations à droite) n'est pas obligatoire pour parachever la mise en page.

Pour une aide détaillée, merci de consulter Aide:Wikification.
Si vous pensez que ces points ont été résolus, vous pouvez retirer ce bandeau et améliorer la mise en forme d'un autre article.
Les Officine di Costamasnage S.p.A. était une importante entreprise italienne de construction mécanique, fondée en 1916 et spécialisée dans le secteur ferroviaire et tramway. Sa production est restée concentrée essentiellement sur le marché italien, avec des véhicules ferroviaires produits aussi bien pour les chemins de fer nationaux FS que pour des compagnies régionales assurant un service public de transports. En 2000, la société est rachetée par le groupe RSI Italia SpA mais, à la suite des difficultés liées à une forte baisse des commandes, a cessé son activité en 2011.

## Histoire
L'entreprise a été fondée en 1916 sous la forme d'entreprise individuelle et a pris le nom de « Costamasnaga », nom de la ville où elle s'est installée avec son siège social : Costa Masnaga, dans la province de Lecco, en Lombardie. Sa production initiale était concernait surtout des fournitures de guerre puisque la Première Guerre mondiale était en cours. Son activité a été favorisée par la localisation des ateliers le long de la voie ferrée vers Milan. En 1919, à la fin du conflit, l'entreprise s'est reconvertie dans la production de wagons de marchandises.
En 1926, l'entreprise ayant beaucoup prospéré, change sa forme juridique, passant d'une société individuelle à une société par actions, prenant le nom d'Officine di Costamasnaga S.p.A., poursuivant la production de matériels ferroviaires et de tramways.
À partir de 1942, la société Officine di Costamasnaga SpA élargit sa production à la mécanique et aux infrastructures métalliques telles que les systèmes de levage et de transport de grande puissance, liquides et gaz comprimés, en incorporant la société "IAT" de Milan, une entreprise spécialisée dans la construction de matériels de manutention, grues et systèmes de transport.
Le boom automobile des années 1960 incite la société L'Ausiliare de Milan, société du secteur ferroviaire et propriétaire d'une importante flotte de wagons-citernes, à investir dans le secteur du transport automobile. Elle commande 150 wagons à deux niveaux et trois essieux aux Officine di Costamasnaga pour le transport des voitures Fiat destinées aux marchés étrangers. Cent autres wagons sont commandés en 1963, la moitié destinés aux activités italiennes de L'Ausiliare, les autres à ses filiales suisses ETRA (Eisenbahn Transportmittel AG) et allemande EVA (Eisenbahn Verkehrstmittel AG).
En 1969, la société rachète Cortassa SpA, une entreprise qui conçoit et produit des composants de transmission, des réducteurs pour applications industrielles, des matériels pour centrales hydroélectriques, des roues dentées et des vérins de levage.
Le département "mécanique" devient une division distincte du département ferroviaire et, le 1re janvier 1998, les activités mécanique et ferroviaire sont séparées en des sociétés autonomes, respectivement nommées Costameccanica SpA et Costaferroviaria SpA. Malgré les prévisions optimistes du début des années 2000, le groupe connait une grave crise financière qui va finalement aboutir au blocage des activités en avril 2002. La société est reprise par le groupe Badoni Srl dans un premier temps. Le 6 avril 2005, la société devient une division du groupe Badoni Srl mais conserve la marque "Costameccanica".
L'autre société du groupe, Costaferroviaria SpA, renommée CostaRail SpA est rachetée par le groupe RSI Italia SpA, malgré une période difficile, change sa dénomination sociale en Rail Service International Italia SpA et remporte, le 26 janvier 2010, le contrat pour la construction du 10 nouvelles rames automotrices bi-caisses diesel-électriques FCE DMU pour la Ferrovia Circumetnea de Catane avec l'engagement de livrer le premier lot de matériel roulant dans les 24 mois.
Après la révocation des contrats avec Trenitalia concernant la production et l'entretien des voitures-lits, la crise de l'entreprise s'est aggravée et le 12 novembre 2010, Rail Service International SpA a présenté une demande de prise en charge salariale par l'Etat italien, pour cause de crise d'entreprise, pour la période du 1re novembre 2010 au 31 octobre 2011 pour 151 travailleurs de l'usine de production de Costamasnaga . Le 28 décembre 2011, la municipalité de Costa Masnaga a enregistré le dépôt de bilan de la société "Rail Service International Italia SpA".

## Galerie photographique

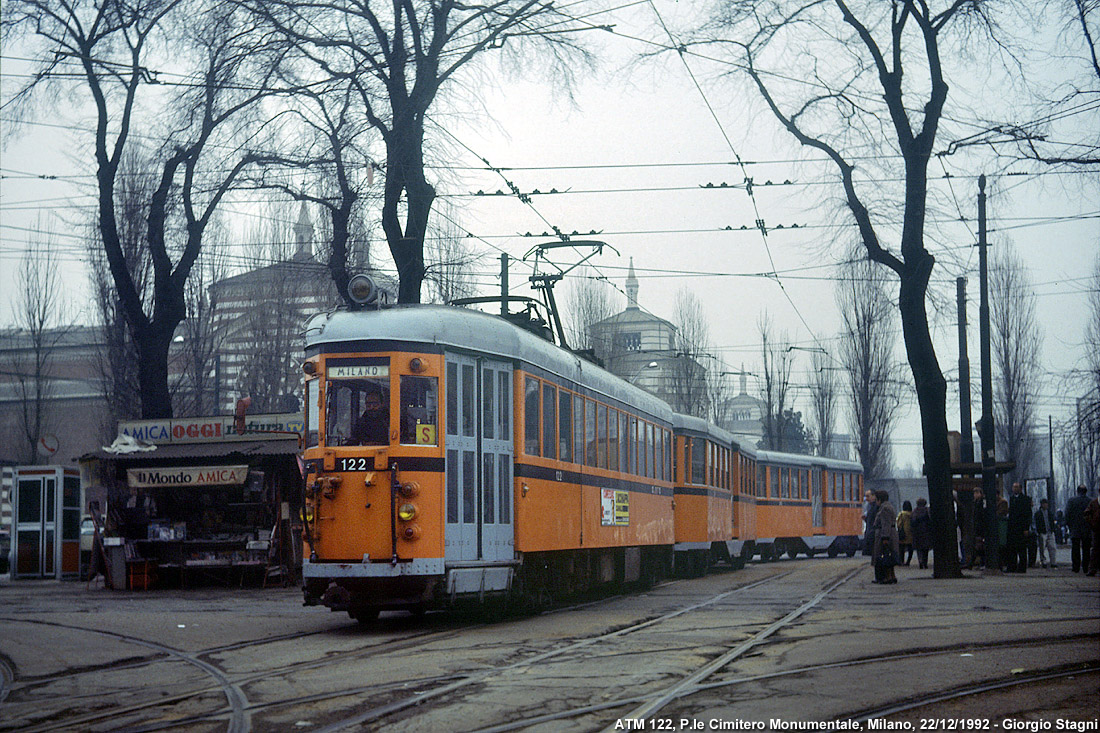
Rames de tramway ATM de Milan séries 240-269
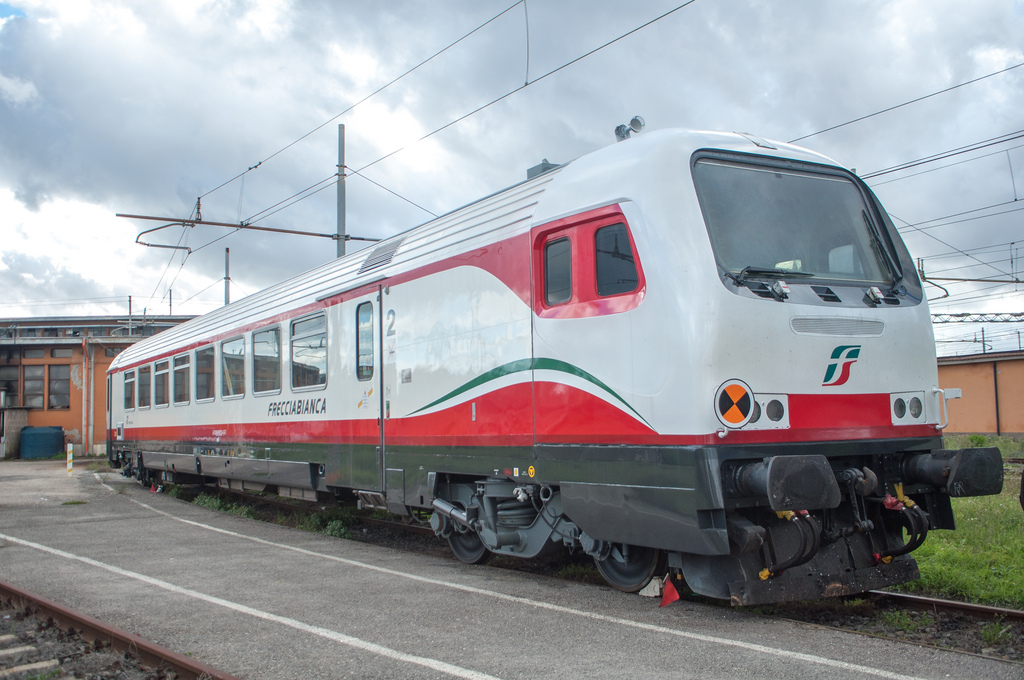
Voiture-pilote Costamasnaga des rames FS UIC-Z1 EuroCity et InterCity
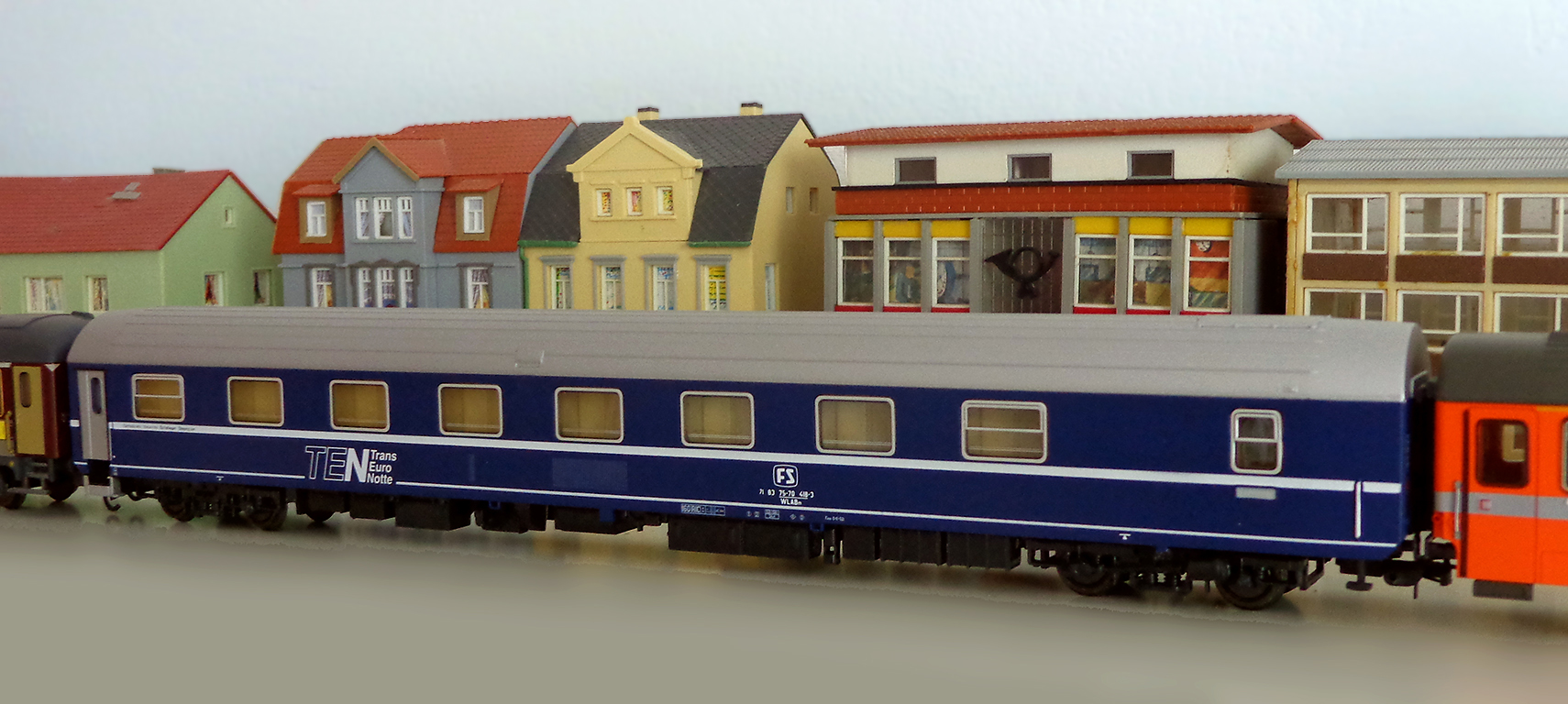
Voiture lits des FS type T2S Costamasnaga (maquette)
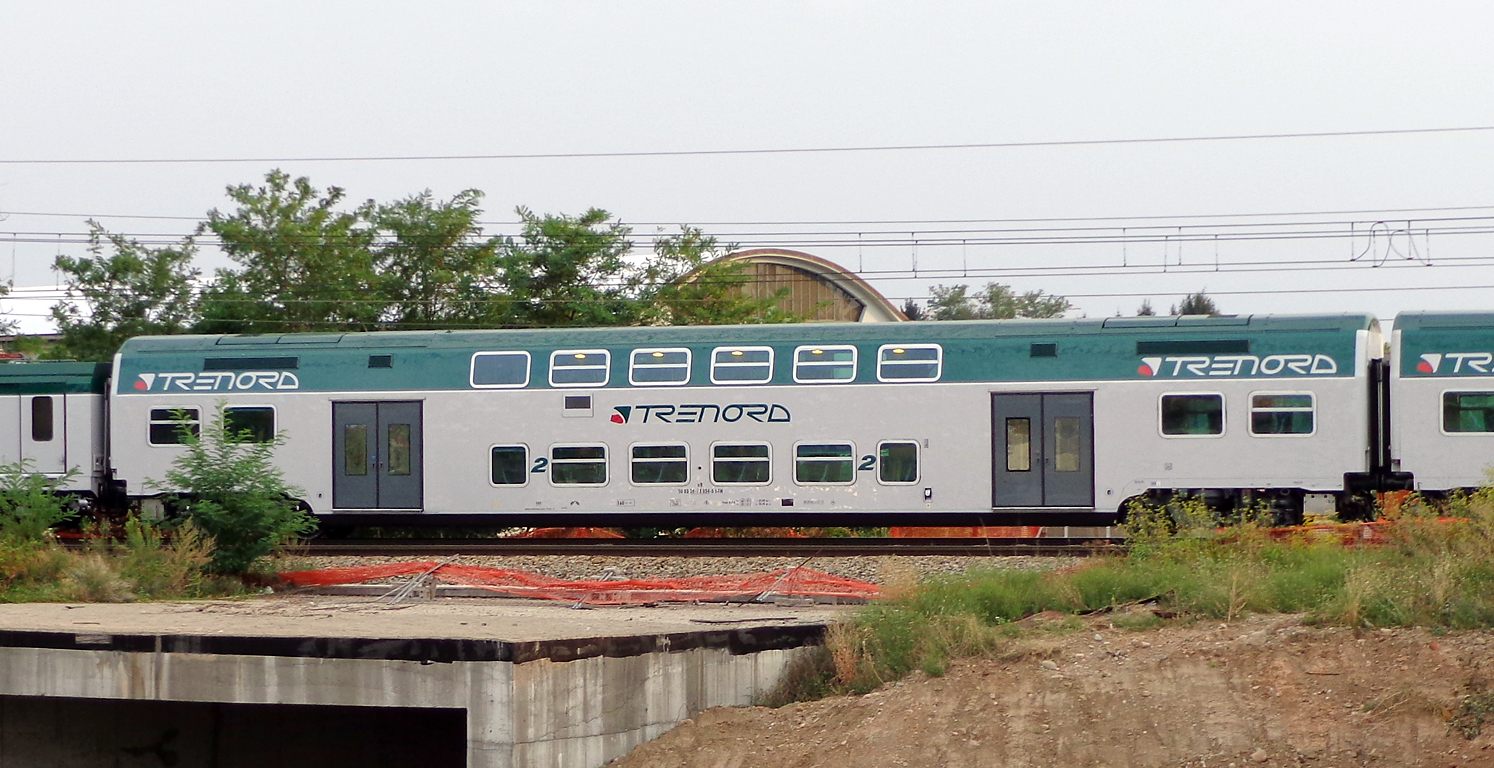
Voitures à étage des rames Vivalto